# Ewoud Pieterszoon Worst
Ewoud Pieterszoon Worst (Vlissingen, ? - aldaar, 1573) was een Zeeuwse geuzen-admiraal afkomstig uit Vlissingen.
Hij nam deel aan de Opstand van Vlissingen in 1572, bracht bij Blankenberge een aantal schepen tot zinken en slaagde erin Zierikzee te veroveren. Waar in 1572 ondanks Worsts verzet Spaanse troepen nog op Walcheren konden landen, wist hij in 1573 te voorkomen dat een nieuwe Spaanse vloot het door de geuzen belegerde Middelburg wist te ontzetten.
Het ging al langer slecht met zijn gezondheid en hij stierf "enkele dagen" na 25 april 1573 aan "uitputting en koorts".
In Amsterdam werd in de wijk Geuzenveld bij raadsbesluit van 2 november 1955 de "Ewoud Worststraat" naar hem vernoemd.